# Jokero
Jokero (укр. вдача) — сингл гурту Akcent з альбому Primul capitol 2006 року. Того ж року трек посів 1 місце в Румунських чартах, 6 в Росії, 14 у Польщі та 18 у Нідерландах. Всього було видано 3 версії синглу (у Нідерландах, Фінляндії та Данії).
Більшу частину пісні виконано англійською, але заспів виконує жіночий голос іспанською.
Наприкінці 2005 року вийшов відеокліп до пісні, у якому учасники гурту, гуляючи містом, передають одне одному блискучу кулю, що використовується на танцполах.

## Трек-лист
У записі реміксів для пісні брали участь музиканти: «Crush», «Cre8», «Optick», «Activ».
1. JoKero (Radio Version) 3:55
2. JoKero (Crush Remix) 4:33
3. JoKero (Activ & Optick Extended Mix) 6:19
4. JoKero (Cre8 Remix) 4:23
5. Kylie (Crush Thunderdome Remix) 5:16